# Levanger (gemeente)
Levanger is een gemeente in de Noorse provincie Trøndelag. De gemeente telde 19.892 inwoners in januari 2017.

## Plaatsen in de gemeente
- Ankholm
- Åsen
- Brusveet
- Ekne
- Fossingtrøa
- Frol
- Hoklingan
- Husby
- Julsborg
- Levanger
- Markabygd
- Møllerenget
- Mule
- Nedre Røstadlia
- Nordmarka
- Rinnan
- Ronglan
- Sandan
- Skogn
- Småland
- Sørkleiva
- Troset
- Ytterøy
- Øvre Røstadlia

Åfjord · Flatanger · Frosta · Frøya · Grong · Heim · Hitra · Holtålen · Høylandet · Inderøy · Indre Fosen · Leka · Levanger · Lierne · Malvik ·  Melhus · Meråker · Midtre Gauldal · Nærøysund · Namsos · Namsskogan · Oppdal · Orkland · Ørland · Osen · Overhalla · Rennebu · Rindal · Røros · Røyrvik · Selbu · Skaun · Snåsa · Steinkjer · Stjørdal · Trondheim · Tydal · Verdal

Fylker van Noorwegen